# Phaedrotoma monticola
Phaedrotoma monticola är en stekelart som först beskrevs av Gyöö Viktor Szépligeti 1898.  Phaedrotoma monticola ingår i släktet Phaedrotoma, och familjen bracksteklar. Arten är reproducerande i Sverige.